# Ostfriesisches Niederdeutsch

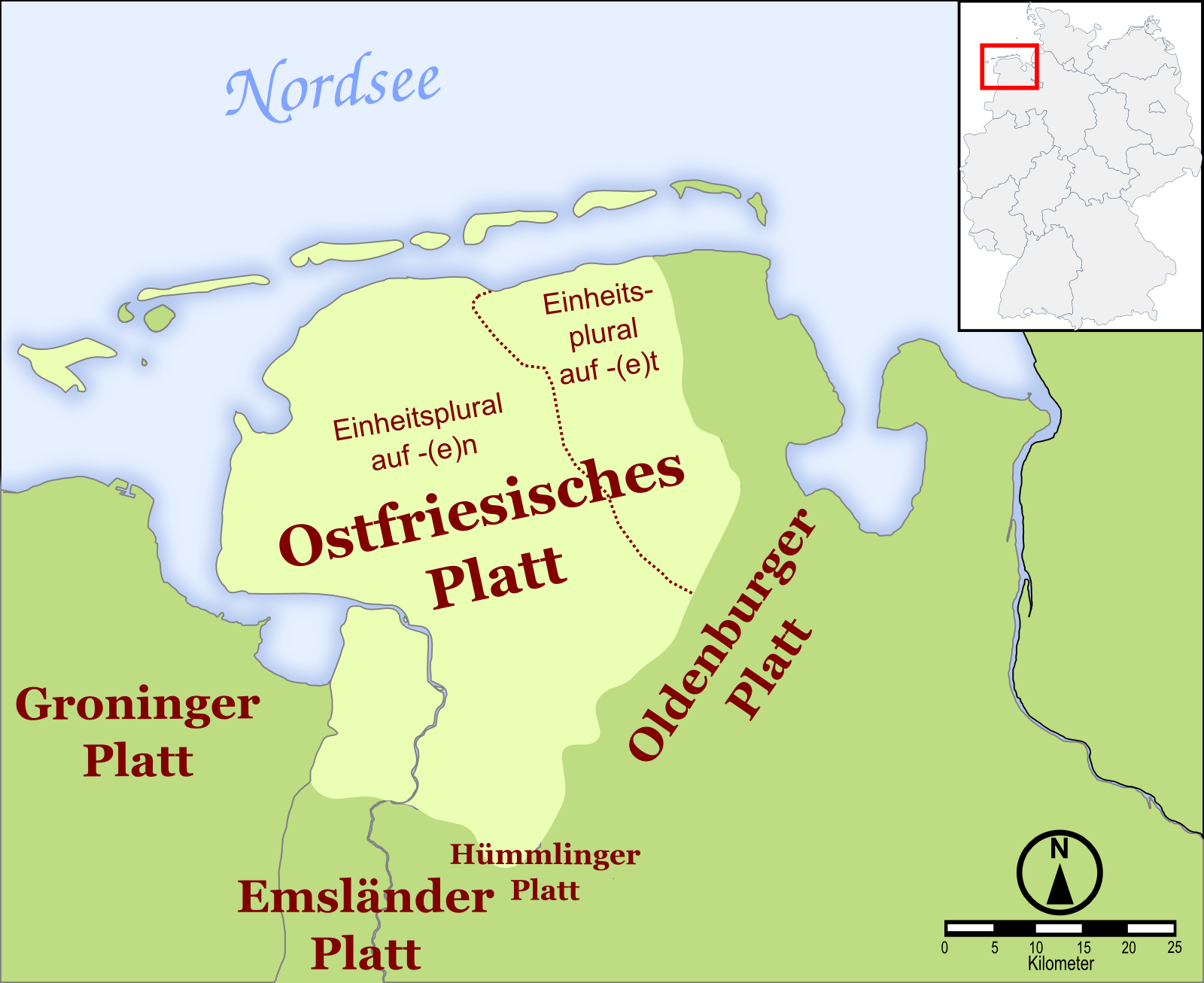
Verbreitung des Ostfriesischen Platts

Ostfriesisches Nieder- oder Plattdeutsch (Eigenbezeichnungen: Oostfreesk), auch ostfriesisches Platt genannt, ist die niederdeutsche Volkssprache in Ostfriesland. Ostfriesland gehört zu den Regionen, in denen das Niederdeutsche noch eine relativ starke Stellung hat. Unter dem Einfluss des Deutsche Sprache ist jedoch auch hier ein Rückgang der Sprachkompetenz bei den jüngeren Sprechern zu verzeichnen. Die Bezeichnung Ostfriesisch bezieht sich im allgemeinen Sprachgebrauch heute meist auf das ostfriesische Niederdeutsch und nur noch selten auf die im eigentlichen Ostfriesland ausgestorbene ostlauwerfriesischen Sprache, die nur noch im oldenburgischen Saterland (saterfriesische Sprache) von rund 2000 Menschen gesprochen wird.

## Klassifikation
Das ostfriesische Platt gehört zum niedersächsischen Zweig des Niederdeutschen. Es ist jedoch kein direkt auf das Altsächsische zurückgehender Dialekt, sondern entstand erst ab etwa 1400 auf friesischem Substrat. Es ist also wie das Schleswigsche und fast das gesamte Ostniederdeutsche ein „Kolonialdialekt“. Das ostfriesische Platt wird innerhalb des Niedersächsischen in der Regel dem Nordniedersächsischen zugeordnet. Nur selten wird es von diesem getrennt behandelt.
Für die mittelniederdeutsche Zeit ist eine Dialektgliederung nur anhand der überlieferten geschriebenen Sprache möglich. Agathe Lasch ordnet 1914 das ostfriesische Mittelniederdeutsch mit dem Oldenburgischen als ostfriesisch-oldenburgische Schriftsprache ein. Robert Peters hingegen fasst 1984 das Groningisch-Ostfriesische zu einem mittelniederdeutschen Schriftdialekt zusammen.
Insbesondere die ältere niederländische Literatur kennt den Terminus friso-saksisch („Friesisch-Sächsisch“) für niederdeutsche Dialekte auf friesischem Substrat, worunter das ostfriesische Platt klassifiziert wurde. Dabei wurden insbesondere die westlichen ostfriesischen Dialekte häufig mit den Groninger Dialekten zum Gronings-Oostfries zusammengefasst.

### Angrenzende Dialekte
Dem ostfriesischen Platt stehen die umliegenden niedersächsischen Dialekte nahe: im Osten geht das Ostfriesische in das Jeverländer und nordoldenburgische Platt über, im Westen ist es trotz des in jüngerer Zeit zunehmenden Einflusses der unterschiedlichen Dachsprachen dem Groninger Platt noch sehr ähnlich. Mit den meisten der Groninger und Nordoldenburger Ortsdialekte hat es auch das friesische Substrat gemein.
Im Süden und Südosten werden die verwandten Dialekte des Emsländischen, Hümmlinger und Südoldenburger Platts gesprochen. Diese haben kein friesisches Substrat. Zudem hat die starke Konfessionsgrenze zwischen dem protestantischen Ostfriesland und dem katholischen Ems- und Münsterland lange Zeit den Kontakt der Dialekte gebremst.

## Geschichte
Die ursprüngliche Sprache zwischen Lauwers und Weser war die friesische Sprache. Die altfriesische Sprache wurde in Ostfriesland ab etwa 1400 allmählich durch das Mittelniederdeutsche verdrängt, beeinflusste die neue Sprache aber auch. Das in Ostfriesland in Gebrauch kommende Mittelniederdeutsch wies zudem nicht nur friesisches Substrat, sondern auch einen konservativen niederdeutschen Sonderwortschatz auf, der sich in anderen Dialekten nicht erhalten hatte. Die Unterschiede zu den umliegenden niederdeutschen Dialekten beruhen zum Teil bis heute auf diesen beiden Sonderentwicklungen. Auch Spuren der Unterscheidung von ems- und weserfriesischer Variante des Altostfriesischen finden sich bis heute im ostfriesischen Platt. Das Mittelniederdeutsch, das in Ostfriesland Einzug hielt, war eine westlich geprägte Mundart, daher finden sich bis heute auch westfälische Einflüsse in der Sprache wieder.
Im Laufe der Zeit kamen Einflüsse aus der niederländischen Sprache und damit auch dem Französischen hinzu, die in der Zugehörigkeit Ostfrieslands zum napoleonischen Königreich Holland gipfelten. Niederländisch war insbesondere im calvinistischen Südwesten Ostfrieslands weit verbreitet und als Kirchensprache bis ins 19. Jahrhundert in Gebrauch. Verstärkt wurde diese Wechselbeziehung durch rege Zu- und Abwanderung von und nach den Niederlanden.

## Dialekte
Das ostfriesische Platt kennt zahlreiche Ortsdialekte, die vor allem durch eine veränderte Aussprache und im Vokabular voneinander abweichen. Dabei finden sich zwei Hauptgruppen. Die kleinere Gruppe wird Harlingerländer Platt genannt und umfasst die östlichen Mundarten, die in etwa im heutigen Landkreis Wittmund gesprochen werden. Diese Dialekte stehen bereits den angrenzenden nordniedersächsischen Mundarten näher und gehen fließend in das Jeverländer und Nordoldenburger Platt über. Die westlichen Dialekte setzen sich dagegen stärker vom Oldenburgischen ab. Diese Dialekte, vor allem das Rheiderländer Platt und das Borkumer Platt, stehen bereits dem Groninger Platt sehr nahe.
Ein nach außen auffälliger Unterschied zwischen dem Harlinger Platt und dem übrigen Ostfriesischen ist die Vokabel für sprechen/reden: die Harlingerländer schnacken wie die meisten anderen Dialektsprecher zwischen Oldenburg und Schleswig. Die übrigen Ostfriesen proten (vgl. niederländisch praten). Die Sprachgrenze dieser beiden Gruppen entspricht in etwa jener der emsfriesischen und weserfriesischen Dialekte der alten ostfriesischen Sprache.
In einer Arbeit des Sprachwissenschaftlers Marron Curtis Fort zu den niedersächsischen und saterfriesischen Dialekten zwischen Lauwers und Weser werden innerhalb Ostfrieslands Sprachproben zu den unterschiedlichen Dialekten folgender Orte untersucht: Insel Borkum, Bunde im Rheiderland, Aurich, Insel Baltrum, Wittmund im Harlingerland und Rhauderfehn. Dies mag als Auswahl der Dialektvielfalt gelten.
Ein ganz eigenes gruppentypisches Idiom innerhalb des Ostfriesischen Platts bildete in der Vergangenheit die mittlerweile verloren gegangene Verkehrssprache der (vielfach jüdischen) Viehhändler, in der sich ein eigenwilliges Platt teilweise mit jiddischen und anderen sprachlichen Elementen mischte.

## Merkmale
Ostfriesisches Platt unterscheidet sich in einer Reihe von Merkmalen vom übrigen Nordniedersächsischen, wie es östlich von Bremen bis nach Schleswig-Holstein gesprochen wird. Ähnlich wie in der niederländischen Sprache oder in den alemannischen Dialekten wird häufig vom Diminutiv (der Verkleinerungsform) Gebrauch gemacht. Das Diminutiv-Suffix ist -je und -tje oder -ke, beispielsweise Footjes = Füßchen, Kluntje = Stück Kandiszucker für den Tee, Lüüntje = Spatz, Sperling (Passer domesticus), Tüütje = Hühnchen. Im Groninger Platt gibt es dieselben Wörter: Voutjes (vout), Klontje (klont). Luntje (lunt). Tuutje (tuut).
Das Diminutiv findet sich auch häufig bei ostfriesischen Vornamen, insbesondere weiblichen, die dann zu eigenständigen Namen geworden sind.
Wichtige Unterschiede zu den benachbarten niederdeutschen Mundarten finden sich zudem in der Grammatik: So hat Ostfriesisch den Einheitsplural auf -en (sonst meist -et) und kennt die konsequente Durchführung der ingwäonischen (nordseegermanischen) Metathese der germanischen Pronomen: hör für ihr (sonst auch niederdeutsch eer) und hüm oder hum für ihm/ihn (sonst auch niederdeutsch eem, trotz niederdeutsch he für dritte Person Singular männlich).

## Phonetik und Phonologie
Das Phoneminventar der niederdeutschen Sprache Ostfrieslands ist nicht generell zu beschreiben, da insbesondere die Realisierung der Vokale in den verschiedenen Ortsdialekten erheblich voneinander abweichen kann. Die folgende Beschreibung mag als Beispiel dienen, das nicht absolut, aber in weiten Teilen Gültigkeit hat.

### Vokale

#### Monophthonge
Neben den unten aufgeführten Vokalen existiert noch der Langvokal [o:], der allerdings nur im Diphthong [o:ɪ] vorkommt. Der Konsonant /r/ wird im Silbenauslaut häufig zu [⁠ɐ⁠].
Kurzvokale:
| Phonem | Laut | Beispiel           | Bemerkung                                                                                             |
| ------ | ---- | ------------------ | --- |
| /i/    | [⁠ɪ⁠]  | ik (ich)           | |
| /e/    | [⁠ɛ⁠]  | helpen (helfen)    | |
| /ä/    | [⁠æ⁠]  | recht (richtig)    | |
| /a/    | [⁠a⁠]  | Gatt (Loch)        | |
| /ü/    | [⁠ʏ⁠]  | Süster (Schwester) | |
| /ö/    | [⁠œ⁠]  | för (für)          | |
| /ə/    | [⁠ə⁠]  | Acker (Feld)       | Im Gegensatz zum Standarddeutschen wird die Nebensilbe -er nicht als [ɐ], sondern als [ə] realisiert. |
| /u/    | [⁠ʊ⁠]  | vull (voll)        | |
| /å/    | [⁠ɔ⁠]  | Salt (Salz)        | |

Langvokale:
| Phonem | Laut      | Beispiel        |
| ------ | --------- | --------------- |
| /ii/   | [i:]      | riek (reich)    |
| /ee/   | [e:, eˑə] | Peeren (Birnen) |
| /ää/   | [æ:]      | Deer (Tier)     |
| /aa/   | [a:]      | Tahn (Zahn)     |
| /üü/   | [y:]      | Füür (Feuer)    |
| /uu/   | [u:]      | ut (aus)        |
| /åå/   | [ɔ:]      | maken (machen)  |

#### Diphthonge und Triphthonge
Das Niederdeutsch Ostfrieslands ist reich an Diphthongen und weist in vielen Ortsdialekten auch Triphthonge auf.
| Phonem | Laut  | Beispiel            | Bemerkung                                                                            |
| ------ | ----- | ------------------- | ------------------------------------------------------------------------------------ |
| /ei/   | [ɛɪ]  | see (sagte)         |                                                                                      |
| /eäi/  | [ɛæɪ] | neei (neu)          |                                                                                      |
| /öəi/  | [œəɪ] | mööi (müde)         |                                                                                      |
| /äi/   | [æɪ]  | neet (nicht)        |                                                                                      |
| /ai/   | [aɪ]  | teihn (zehn)        |                                                                                      |
| /aai/  | [a:ɪ] | Ei (Ei)             |                                                                                      |
| /ui/   | [uɪ]  | luntjen (anzünden)  |                                                                                      |
| /ooi/  | [o:ɪ] | nooit (nie)         |                                                                                      |
| /öu/   | [œʊ]  | Droom (Traum)       |                                                                                      |
| /au/   | [aʊ]  | School (Schule)     | „School“ in der Krummhörn realisiert als [ʃgaʊl], im Rheiderland z. B. als [ʃgeaʊl]. |
| /aau/  | [a:ʊ] | haun (schlagen)     |                                                                                      |
| /ou/   | [oʊ]  | Boom (Baum)         |                                                                                      |
| /iə/   | [iə]  | dicht (geschlossen) |                                                                                      |
| /üə/   | [yə]  | Sünn (Sonne)        |                                                                                      |
| /öə/   | [œə]  | Bröör (Bruder)      |                                                                                      |
| /uə/   | [uə]  | Tung (Zunge)        |                                                                                      |
| /åə/   | [ɔə]  | koll (kalt)         |                                                                                      |
| /eä/   | [ɛæ]  | seggen (sagen)      |                                                                                      |
| /äü/   | [æy]  | föhlt (fühlt)       |                                                                                      |
| /oi/   | [ɔɪ]  | Moin (Moin)         |                                                                                      |

### Konsonanten
Stimmhafte Plosive werden im Auslaut in der Regel verhärtet. Beim Wegfall eines Vokals im Auslaut kann die Stimmhaftigkeit des Konsonanten allerdings beibehalten werden, zum Beispiel: De dode Mann. / De dood Mann.
Plosive:
| Phonem | Laut | Beispiel       |
| ------ | ---- | -------------- |
| /p/    | [⁠p⁠]  | Pogg (Frosch)  |
| /t/    | [⁠t⁠]  | Tiek (Käfer)   |
| /k/    | [⁠k⁠]  | Kööken (Küche) |
| /b/    | [⁠b⁠]  | Been (Bein)    |
| /d/    | [⁠d⁠]  | Diek (Deich)   |
| /g/    | [⁠g⁠]  | geel (gelb)    |

Frikative:
| Phonem | Laut | Beispiel       | Bemerkung |
| ------ | ---- | -------------- | --- |
| /f/    | [⁠f⁠]  | Vögel (Vogel)  | |
| /w/    | [⁠v⁠]  | Water (Wasser) | |
| /s/    | [⁠s⁠]  | was (war)      | |
| /z/    | [⁠z⁠]  | Sess (sechs)   | |
| /ch/   | [⁠ç⁠]  | Tüüg (Zeug)    | Der „Ich-Laut“ erscheint in der Regel nach kurzem [⁠i⁠] und [y:]                                                     |
| /ch/   | [⁠x⁠]  | hoog (hoch)    | Der „Ach-Laut“ erscheint auch an anderen Positionen als im Standarddeutschen, z. B. nach [⁠ʏ⁠] in Lücht (dt. Licht). |
| /sch/  | [⁠ʃ⁠]  | Schoh (Schuhe) | |
| /h/    | [⁠h⁠]  | heten (heißen) | |

Sonstige Konsonanten:
| Phonem   | Laut     | Beispiel               | Bemerkung |
| -------- | -------- | ---------------------- | --- |
| /tj/     | [tç, tʃ] | Kluntje (Kandiszucker) | |
| /ts/     | [⁠ts⁠]     | zümtig (siebzig)       | Seltene Affrikate, vor allem in Lehnwörtern zu finden. |
| /j/      | [⁠j⁠]      | Jier (Jauche)          | |
| /m/      | [⁠m⁠]      | Mann (Mann)            | |
| /n/      | [⁠n⁠]      | nargens (nirgendwo)    | |
| /ng, nk/ | [⁠ŋ⁠]      | Ring (Ring)            | |
| /l/      | [⁠l⁠]      | laten (lassen)         | |
| /r/      | [r, ʀ]   | Rook (Rauch)           | Das gerollte oder einfache Zungenspitzen-r [⁠r⁠] ist die traditionelle Realisation, die in der jüngeren Generation langsam durch das gerollte Gaumenzäpfchen-r [⁠ʀ⁠] ersetzt wird. Den im Standarddeutschen meist verwendeten Reibelaut [⁠ʁ⁠] findet man dagegen kaum. |

Wie bei anderen Regional- und Minderheitensprachen ist auch beim Ostfriesischen Platt zu beobachten, dass sich das Phoneminventar langsam der dominierenden Standardsprache angleicht.

## Wortschatz
Auch im Vokabular gibt es Unterschiede zum Standarddeutschen, eine Reihe von Wörtern hat ihre nächste Entsprechung im Niederländischen oder Englischen.
Beispiele
| Ostfriesisch | Gronings     | Nordniedersächsisch | Niederländisch | Westfriesisch | Englisch              | Deutsch          |
| ------------ | ------------ | ------------------- | -------------- | ------------- | --------------------- | ---------------- |
| hör          | heur         | ehr/eer             | haar           | har           | her                   | ihr              |
| moi          | mooi, schier | scheun              | mooi, schoon   | moai, skoan   | beautiful, nice, fine | schön            |
| geböhren     | gebeurn      | passeern            | gebeuren       | barre         | to happen             | geschehen        |
| proten       | proaten      | snakken             | praten         | prate         | prate, prattle        | sich unterhalten |
| neet         | nait         | nich                | niet           | net           | not                   | nicht            |
| was          | was          | wer                 | was            | wie           | was                   | war              |

Außerdem finden sich Begriffe, die bei gemeinsamer Wurzel eine gegenüber dem Deutschen abweichende Entwicklung genommen haben, die sie dem Englischen oder Niederländischen annähert. Ein Beispiel:
| Ostfriesisch        | Niederländisch | Westfriesisch    | Englisch           | Deutsch            |
| ------------------- | -------------- | ---------------- | ------------------ | ------------------ |
| Klock ‚Uhr, Glocke‘ | klok ‚Uhr‘     | klok ‚Uhr‘       | clock ‚Uhr‘        | Glocke             |
| 't is klock teihn   | 't is tien uur | it is tsien oere | it is ten o' clock | es ist zehn Uhr    |
| Ühr ‚Stunde‘        | uur ‚Stunde‘   | oere ‚Stunde‘    | hour ‚Stunde‘      | Uhr                |
| 'n karteer Ührs     | een kwartier   | in kertier       | a quarter-hour     | eine Viertelstunde |

Der ostfriesische Standardgruß lautet Moin. Der Gruß ist in weiten Teilen Norddeutschlands und darüber hinaus bekannt, seine genaue Herleitung aber nach wie vor nicht ganz geklärt. Trotz seiner angeblichen Herkunft aus „Guten Morgen“ ist er kein expliziter Morgengruß. Stattdessen wird er in Ostfriesland, wie auch in Schleswig-Holstein und anderen Regionen, zu jeder Tages- und Nachtzeit verwendet, was eine Herkunft aus dem Mittelniederdeutschen mōi(e) und Niederländischen (mooi = schön, also „einen Schönen“ als Kurzform für „einen schönen Tag“) nahelegt.

## Das friesische Substrat
Auch wenn es als unstrittig gilt, dass die alte ostfriesische Sprache die niederdeutsche Volkssprache in Ostfriesland beeinflusst hat, ist es schwierig, ein alt-ostfriesisches Relikt eindeutig als solches zu identifizieren. In der Sprachwissenschaft gilt das friesische Substrat nur als eine von mehreren Ursachen für die Sonderstellung des ostfriesischen Niederdeutsch innerhalb des Nordniedersächsischen. Die Einflüsse der Dialekte aus den heutigen niederländischen Provinzen Groningen und Drenthe sowie aus der niederländischen Standardsprache sind ungleich größer gewesen. Dabei ergibt sich für die Bestimmung friesischer Substratelemente im ostfriesischen Platt ein methodisches Problem. Ein als möglicherweise friesisch identifiziertes Merkmal kann nicht eindeutig der alten friesischen Substratschicht zugeordnet werden. Da auch das Groninger Platt auf ostfriesischem Substrat entstanden ist, kann ein solches Element auch über diesen Dialekt vermittelt worden sein. Genauso hatte auch das Niederländische ursprünglich friesische bzw. nordseegermanische Elemente angenommen und kann diese an den ostfriesischen Dialekt weitergegeben haben. Schließlich gilt auch die niederdeutsche Grundlage des ostfriesischen Platts als sehr konservativ. Da auch das Niedersächsische nordseegermanisch geprägt ist, kann ein vermutetes friesisches Relikt im Ostfriesischen auch ein konservierter niedersächsischer Ingwäonismus sein.
Dementsprechend uneinig ist sich die Forschung in der Einordnung der Einzelfälle. Die umfangreichste Untersuchung zu dem Thema veröffentlichte Arend Remmers. Zahlreiche seiner Beispiele sind aber bereits von anderen Forschern angezweifelt worden, weil sie zum Beispiel zu großflächig in anderen niederdeutschen Mundarten verbreitet oder Phänomene jüngeren Datums sind.
Untersuchungen der Reliktwörter wurden hier zumeisten an den lokalen Wörterbüchern von Böning, ten Doornkaat und Stürenburg durchgeführt, die den Wortschatz des 19. und frühen 20. Jahrhunderts dokumentieren. Friesische Reliktwörter finden sich vor allem in den „hinlänglich bekannten Bereichen 'bäuerlicher Wortschatz, Pflanzen- und Tiernamen, affektiver Wortschatz'“.
Die nachfolgenden Beispiele samt ihren Vergleichsbelegen aus dem Wangeroogischen, Harlingerfriesischen und Altfriesischen sind den wort- und lautgeografischen Beispiellisten aus dem Überblicksartikel zu dem Thema von Ulrich Scheuermann aus dem Jahr 2001 entnommen.
| Ostfriesisches Niederdeutsch | Standarddeutsch            | Harlingerländer Friesisch | Wangerooger Friesisch | Altfriesisch       | Westfriesisch                           |
| ---------------------------- | -------------------------- | ------------------------- | --------------------- | ------------------ | --------------------------------------- |
| Babbe                        | Väterchen                  | babbe                     | bab                   |                    |                                         |
| Baue                         | Viehbremse                 | bawen                     |                       |                    | bau (hynstebau/kowebau)                 |
| Bebbe / Beppe                | Großmutter                 |                           |                       |                    | beppe                                   |
| Ei                           | Mutterschaf                |                           |                       | ai                 | ei                                      |
| Eide                         | Egge                       | eyde/ihde                 |                       | eide               | eide                                    |
| flöstern                     | umziehen                   |                           | flóster               |                    |                                         |
| Fōn                          |                            | fohn                      | faun                  | fámne              | famke                                   |
| grinen                       | schmerzen                  | gryhnen                   | grín                  | grinda             | grine                                   |
| Grōm                         | Fischeingeweide            |                           | graum                 |                    |                                         |
| Heller                       | Außendeichsland            |                           |                       |                    | kwelder                                 |
| hemmel                       | sauber                     |                           |                       |                    | himmel                                  |
| Hemmel                       | Reinigung                  |                           |                       |                    |                                         |
| hemmelig                     | reinlich                   |                           |                       |                    |                                         |
| hemmeln                      | reinigen                   |                           |                       |                    | himmelje                                |
| hemschen                     | reinigen                   |                           |                       |                    |                                         |
| Hokke                        | Mantel                     |                           |                       | hokka              |                                         |
| Hüdel                        | Kloß                       | hühdels                   |                       |                    |                                         |
| Jire                         | Jauche                     |                           |                       | jere               | jarre                                   |
| Kabbe / Kobbe                | Möwe                       |                           | kâb                   |                    | kôb                                     |
| Kēl                          | geronnene Milch            | kehl                      | kêl                   | kerl               |                                         |
| Klampe                       | Steg                       | klampe                    | klamp                 |                    |                                         |
| Krubbe                       | Mauerassel                 |                           |                       |                    |                                         |
| leien                        | blitzen                    |                           |                       |                    |                                         |
| Leide                        | Biltz                      | layde                     | leith / leid          |                    |                                         |
| Lēp                          | Kiebitz                    | leep                      |                       |                    | ljip                                    |
| Līwe                         | Austernfischer             |                           | lîv                   |                    |                                         |
| Laug / Lōg                   | Dorf                       |                           | lauch                 | lōch / lōch        |                                         |
| Mêm / Memme                  | Mutter                     | mem                       | mäm                   |                    | mem                                     |
| Pralle / Pralling            | Hoden                      |                           |                       | pralling           |                                         |
| quinken / quinkōgen          | zwinkern                   |                           | quink                 | quinka             |                                         |
| Rēve                         | Gerät                      |                           | rêv                   |                    | reau                                    |
| Rīve                         | Harke                      |                           |                       | Hrīve              |                                         |
| Schunke                      | Schenkel                   |                           |                       | skunk / skunka     | skonk                                   |
| Schūrschott                  | Libelle                    |                           | schûrschot            |                    |                                         |
| Beddeselm                    | Vorderkante des Wandbettes |                           |                       | beddeselma         |                                         |
| Schmeent                     | kleine Ente                |                           |                       |                    | smjunt                                  |
| Stōm                         | Dampf                      |                           |                       |                    | steam                                   |
| Supen                        | Buttermilch                | suhpe                     |                       |                    | sûpe                                    |
| Tōm                          | Nachkommenschaft           |                           |                       | tâm                | (nei)team                               |
| Tūn                          | Garten                     | thuen                     | tûnn                  | tūn                | tún                                     |
| Tūsk                         | Zahn                       | tusck                     | tusk                  | tusk               | tosk                                    |
| Wāge                         | Wand                       | waage                     | wôch                  | wâg / wâch         |                                         |
| Wāle                         | Striemen                   |                           |                       |                    |                                         |
| Wei                          | Molke                      |                           | wôi                   | hwajja / hwajjô    | waai                                    |
| Wīke (Fehnkanal)             | Kanal                      |                           |                       |                    | wyk (Fehnkanal)                         |
| Wirse                        | Reihe gemähtes Gras        |                           |                       | wirsene            |                                         |
| Heff                         | die See                    |                           |                       | hef                |                                         |
| Inge                         | Wiese                      |                           |                       |                    |                                         |
| Jadder                       | Euter                      |                           |                       | jader              | jaar                                    |
| Gunder                       | Ganter / Gänserich         |                           | gôner                 | gunder / gonder    |                                         |
| Tulg                         | Ast / Zweig                | tulg                      |                       |                    |                                         |
| Wuff / Wīf                   | Weib                       | wuff                      |                       | wīf                | wiif                                    |
| Māt                          | Scheibe Fleisch            |                           |                       | māte               |                                         |
| Gaspe                        | Schnalle                   |                           |                       |                    | gesp                                    |
| Gast                         | Geest                      |                           |                       | gâst               | geast                                   |
| Mande / Mānde                | Gemeinschaft               |                           |                       | manda              | mande                                   |
| Aak / Ake                    | zusätzliches Stück Land    |                           |                       | âka                |                                         |
| Mār                          | Grenzgraben                |                           |                       | mâr                |                                         |
| Ees                          | Aas / Köder                |                           |                       | ês                 | ies                                     |
| Eet                          | Speise                     |                           |                       | ēt                 | iten                                    |
| Meyde / Mēde / Mēë           | Wiese                      |                           |                       | mēde               | miede/miedlân                           |
| Teek                         | Treibsel / Angespültes     |                           |                       |                    |                                         |
| Wēl                          | Kolk / Brake               |                           |                       |                    | wiel                                    |
| Grēde                        | Grünland                   |                           |                       | grēd               | greide                                  |
| tēmen / temmen               | Heu in Haufen schieben     |                           |                       |                    |                                         |
| nitel                        | stößig                     |                           | nîtel                 |                    |                                         |
| kīwer                        | lebhaft                    |                           | quîver                |                    |                                         |
| quivern                      | gedeihen                   |                           |                       |                    |                                         |
| Rieme / Rimm                 | Einfassung                 |                           |                       | rima               | râne                                    |
| stīkel                       | steil                      |                           |                       |                    |                                         |
| stīkel                       | Stachel                    |                           | stîkel                |                    | stikel                                  |
| Tike                         | Käfer                      |                           |                       |                    |                                         |
| Trīme                        | Leitersprosse              |                           |                       |                    | triem                                   |
| Ihne                         | Granne                     |                           |                       |                    |                                         |
| Hiele                        | Ferse                      | hiell                     | hîl                   | heila              | hiel                                    |
| Diemath / Dimt               | ein Flächenmaß             |                           |                       | deimēth / dîmēth   |                                         |
| Lōne                         | Gasse                      |                           |                       | lone               | leane                                   |
| Rōp                          | Seil                       | raap                      |                       | râp                | reap                                    |
| Rōf                          | ein Garnmaß                |                           |                       |                    |                                         |
| Heide                        | Haut                       | heude                     | haid                  | hēd / heid / heide | hûd                                     |
| Stitze                       | erstkalbende Kuh           |                           |                       | stirtze / sterkiō  |                                         |
| Bittse                       | Xanthippe                  |                           |                       | bitze              |                                         |
| Bletz                        | Dreck                      | bletz                     | blets                 | bletza             |                                         |
| Tille                        | Brücke                     | till                      |                       | thille             | tille (eine feste, etwas höhere Brücke) |
| Tīling                       | Dielenlage                 |                           |                       |                    | tilling                                 |
| Tjāde                        | Wasserzug                  |                           |                       | tiā                |                                         |
| Tjäpkes                      | Mehlbeeren                 |                           |                       |                    |                                         |
| Tjüche                       | (in Flurnamen)             |                           |                       | tioche / tioche    |                                         |
| tjukken                      | stoßen                     |                           |                       |                    |                                         |
| tjukseln                     | schlagen / stolpern        |                           |                       |                    |                                         |
| tjüddern                     | anpflokken                 |                           |                       |                    |                                         |

Ein Vergleich des niederdeutschen ostfriesischen Platts mit dem letzten überlebenden Dialekt der ostfriesischen Sprache, dem Saterfriesischen, verdeutlicht die unterschiedliche Entwicklung auf der Lautebene seit dem Sprachwechsel vom Friesischen zum Niederdeutschen: 
| Ostfriesisches Platt | week | Fack | Land  | hören | söken | Für   | slecht  | Dag | Kark   | denken | breien  |
| Saterfriesisch       | wook | Fäk  | Lound | heere | säike | Fjuur | sljucht | Dai | Säärke | toanke | braidje |

## Schreibweise
Geschrieben wird ostfriesisches Platt, in dem eine beachtliche regionale Literatur existiert, überwiegend in der „Schrievwies Oostfreeske Landskupp“, einer an den Lindow'schen Orthographieregeln orientierten Schreibweise. Diese wurde von der Ostfriesischen Landschaft entwickelt. Sie stellt eine dialektübergreifende Kompromissschreibung dar und wird als „offizielle Schreibweise“ genutzt.

## Autoren
- Ewald Christophers
- Enno Wilhelm Hektor
- Fooke Hoissen Müller
- Wilhelmine Siefkes
- Anna Brandt

Siehe auch:
- Ostfriesische Liedermacher
- Radio mit Sendungen in ostfriesischer Mundart: Radio Nordseewelle, Radio Ostfriesland